# Fladenbåtarna
Fladenbåtarna är ett halländskt företag som sedan 1965 arrangerar havsfisketurer. Turerna utgår från Varberg mot Fladen, Lilla Middelgrund, Groves Flak och andra fiskegrund ute i Kattegatt. Man fiskar bland annat efter torsk, makrill, havskatt och långa.

## Historik
Verksamheten startade med grundaren Roland Bengtsson 1965, då som en del i företaget ELBE. 1977 bildade Roland företaget Fladenbåtarna varvid båtarna Siam, Falkskär samt Erona förvärvades från ELBE.
Genom åren har flottan av båtar minskat i antal men ökat i storlek; från och med 2007 kör man med en ståltrålare vid namn Falkskär II.

## Källhänvisningar
1. ↑  "Havsfisketurer till Fladen". Arkiverad 21 augusti 2014 hämtat från the Wayback Machine. Fladen.se. Läst 21 augusti 2014.